# Harlem (Florida)
Harlem ist ein census-designated place (CDP) im Hendry County im US-Bundesstaat Florida. Das U.S. Census Bureau hat bei der Volkszählung 2020 eine Einwohnerzahl von 2.441 ermittelt.

## Geographie
Harlem grenzt südlich an die Stadt Clewiston und liegt rund 50 km östlich von LaBelle und 150 km nordwestlich von Miami.

## Demographische Daten
Laut der Volkszählung 2010 verteilten sich die damaligen 2658 Einwohner auf 966 Haushalte. Die Bevölkerungsdichte lag bei 1063,2 Einw./km². 2,1 % der Bevölkerung bezeichneten sich als Weiße, 95,8 % als Afroamerikaner und 0,2 % als Indianer. 0,9 % gaben die Angehörigkeit zu einer anderen Ethnie und 1,0 % zu mehreren Ethnien an. 3,0 % der Bevölkerung bestand aus Hispanics oder Latinos.
Im Jahr 2010 lebten in 48,4 % aller Haushalte Kinder unter 18 Jahren sowie 25,3 % aller Haushalte Personen mit mindestens 65 Jahren. 72,8 % der Haushalte waren Familienhaushalte (bestehend aus verheirateten Paaren mit oder ohne Nachkommen bzw. einem Elternteil mit Nachkomme). Die durchschnittliche Größe eines Haushalts lag bei 3,02 Personen und die durchschnittliche Familiengröße bei 3,60 Personen.
36,8 % der Bevölkerung waren jünger als 20 Jahre, 23,8 % waren 20 bis 39 Jahre alt, 24,2 % waren 40 bis 59 Jahre alt und 15,4 % waren mindestens 60 Jahre alt. Das mittlere Alter betrug 30 Jahre. 45,7 % der Bevölkerung waren männlich und 54,3 % weiblich.
Das durchschnittliche Jahreseinkommen lag bei 17.378 $, dabei lebten 52,1 % der Bevölkerung unter der Armutsgrenze.
Im Jahr 2000 war Englisch die Muttersprache von 98,62 % der Bevölkerung und spanisch sprachen 1,38